# María Armand
María Armand fue una actriz y vedette argentina perteneciente al arrabal porteño de la década de 1930.

## Biografía
María Armand comenzó a aparecer en el cine sonoro a mediados de la década de 1930 haciendo tres obras de sainetes entre los años 1938 y 1939, las dos primeras en 1938 La chismosa de Enrique Telemaco Susini y Jettatore de Luis Bayón Herrera, basada en la obre homónima de Gregorio de Laferrère y la última en 1939 Gente bien de Manuel Romero, con quién volvió a trabajar en 1941 en Un bebé de París iniciando de esta manera su etapa en la década de oro (1941-1958) donde grabó los siguientes clásicos relacionados con la temática del arrabal porteño como: El tesoro de la isla Maciel (1941), Porteña de corazón (1948) junto a la gran genio del cine nacional Niní Marshall, Valentina (1950), La mejor del colegio (1953), Para vestir santos (1955) y la última fue La hermosa mentira (1958). Después concluyó esta etapa para incorporarse en la década de 1960, a la tercera y última etapa de su carrera fílmica que fue el movimiento de la nouvelle vague donde su período de producción fílmica abarcó (1961-1970) realizando varios tipos de géneros, desde el romántico junto a Abel Santa Cruz y Julio Saraceni en la película La maestra enamorada (1961) y a Antonio Prieto en Cuando calienta el sol (1963), hasta el picaresco junto a José Marrone en El mago de las finanzas (1962), Carlos Balá en la serie de Cañuto Cañete y con la troupe humorística de la Revista Dislocada de Delfor Amaranto y su retiro definitivo fue con la película Con alma y vida (1970) de Norberto Aroldi y David Kohon.
En el teatro tiene un amplio haber de obras, principalmente junto a Olinda Bozán, de la quien integra su compañía a partir de 1944. En 1948 hace Los maridos engañan de 7 a 9,  en el Teatro Astral, encabezado por Olinda Bozán,  con Pedro Fiorito, Dora Ferreiro, Fanny Navarro, Mario Faig y Oscar Valicelli.
Hizo varias actuaciones en la pantalla chica como en  Teleteatro de la tarde en 1960.
Su hermana fue la también actriz teatral Ángela Armand, quien incursionó en la obra Pan Criollo.

## Filmografía
- La chismosa (1938)
- Jettatore (1938)
- Gente bien (1939)
- Un bebé de París (1941)
- El tesoro de la isla Maciel (1941)
- Allá en el setenta y tantos (1945)
- El canto del cisne (1945)
- Inspiración (1946)
- Los verdes paraísos (1947)
- Porteña de corazón (1948)
- La historia del tango (1949)
- Valentina (1949)
- Abuso de confianza (1950)
- Cartas de amor (1951)
- La calle junto a la luna (1951)
- La mejor del colegio (1953)
- Misión en Buenos Aires (1954)
- Para vestir santos (1955)
- La hermosa mentira (1958)
- La maestra enamorada (1961)
- Cristóbal Colón en la Facultad de Medicina (1962).....doña Lucia
- El mago de las finanzas (1962)....doña Elvira
- Cuando calienta el sol (1963)
- Canuto Cañete, conscripto del 7 (1963)....madre de Canuto
- Canuto Cañete y los 40 ladrones (1964)
- Cuidado con las colas (1964)
- Disloque en el presidio (1965)
- Buenos Aires, verano 1912 (1966)
- El profesor hippie (1969).......madre de alumno
- Con alma y vida (1970)

## Teatro
- 1924: ¡Una de tantas!....
- 1933: Se vende una negra, con la Compañía de Pierina Dealessi - Alfredo Camiña - Marcos Caplán - Enrique Serrano.
- 1939: La hermana Josefína.
- 1942: Cine Broadway, con Juan Carlos Thorry y Paulina Singerman.
- 1943: Don Fernández. Con la Compañía Argentina de Comedias Pepe Arias. Con Malvina Pastorino, Alberto Bello, Juan Serrador, Leticia Scuri, María Santos, Adolfo Linvel, Alberto Bello (hijo), Humberto de la Rosa, Marcelle Marcel, Francisco Audenino, Carlos Pamplona y gran elenco.
- 1944: Maridos, con la "Compañía Argentina de Comedias Cómicas Olinda Bozán - Paquito Busto".
- 1948: Los maridos engañan de 7 a 9.